# Politica (Aristotele)
La Politica (in greco antico: Τά πολιτικά?, Tá politiká) è un'opera di Aristotele dedicata all'amministrazione della polis. È suddivisa in otto libri, nei quali il filosofo analizza le realtà politiche a partire dall'organizzazione della famiglia, intesa come nucleo base della società, per passare ai diversi tipi di costituzione.
Centrale è il riferimento alla natura: quest'opera contiene la celeberrima definizione dell'uomo quale «animale politico» (in greco antico: πολιτικὸν ζῷον?, politikòn zôon), e in quanto tale portato per natura a unirsi ai propri simili per formare delle comunità. Nello stesso passo, Aristotele afferma anche che l'uomo è un animale naturalmente provvisto di logos, il che ben si accorda con la sua innata socialità, perché è mediante i logoi che gli uomini possono trovare un terreno di confronto. Diversamente da Antifonte e altri sofisti, secondo i quali la polis limita con le sue leggi la natura dell'uomo, per lo Stagirita lo Stato risponde ai bisogni naturali dell'individuo e, come afferma nelle primissime righe del Libro I, «ogni Stato è una comunità (koinonia) e ogni comunità si costituisce in vista di un bene». Il «bene» perseguito dallo Stato, in quanto comunità più importante che comprende tutte le altre, è da identificare con quello di cui parla l'Etica Nicomachea.
È inoltre importante sottolineare che, a differenza di Platone, per Aristotele la politica ha una certa autonomia rispetto alla filosofia: il politico e il legislatore possono svolgere bene il proprio compito grazie alla loro saggezza pratica. La politica è però finalizzata alla filosofia in quanto deve creare le condizioni affinché si possano coltivare la scholè (tempo libero) e le attività teoretiche (tra cui rientrano, oltre alla filosofia, anche la matematica, la fisica, lo studio del cielo).

## Struttura e contenuti
Elencando gli scritti di Aristotele, Diogene Laerzio indica quest'opera con il titolo di Lezioni di politica, e di «lezioni» doveva effettivamente trattarsi, considerata la scansione degli argomenti, la loro differente estensione e l'autonomia di alcune parti del testo.
Prima di affrontare i vari tipi di costituzione, il filosofo si concentra sulla casa (oikos) e sull'individuo inteso come «uomo libero», elemento fondamentale della comunità, e getta uno sguardo alle proposte politiche dei suoi predecessori. L'organizzazione dei temi all'interno dell'opera è la seguente:
1. Libro I: organizzazione della famiglia ed economia domestica
2. Libro II: analisi critica delle costituzioni in vigore e di quelle proposte dai filosofi precedenti
3. Libro III: definizione di cittadino, classificazione delle costituzioni e analisi del regno
4. Libri IV-VI: analisi di oligarchia e democrazia
5. Libri VII-VIII: la costituzione migliore

### Libro I: l'amministrazione dell'oikos
All'origine della città vi è il rapporto tra uomo e donna, i quali, formando una famiglia, creano la base del villaggio, e la pluralità dei villaggi a sua volta dà vita alla città vera e propria. Per natura infatti il maschio non può esistere separato dalla femmina, e questo, come accade negli altri animali e nelle piante, accade in vista della riproduzione. La famiglia viene definita come la comunità che si costituisce per far fronte alle necessità quotidiane, mentre il villaggio è una comunità più grande, il cui scopo è rispondere ai bisogni non quotidiani. Da più villaggi, infine, ha origine lo Stato, che «esiste per rendere possibile la vita felice».
All'interno della famiglia vengono individuati tre tipi di rapporti, che corrispondono ad altrettante parti dell'amministrazione domestica.
1. Padronale, tra padrone e schiavi: lo schiavo è uno «strumento animato» la cui funzione è utilizzare gli «strumenti inanimati»,[12] ed è di proprietà del padrone. Aristotele giustifica l'esistenza della schiavitù affermando che per natura certi esseri nascono per comandare e altri per essere comandati.[13] Il rapporto tra lo schiavo e il padrone è paragonato a quello tra corpo e anima, nel quale la seconda esercita un comando di tipo dispotico, oppure al governo che l'uomo esercita sugli animali domestici: vi sono uomini che non sanno governarsi da sé, ma sono in grado di comprendere gli ordini e obbedire. Esiste poi il caso di individui che sono schiavi per legge, e non sempre costoro sono schiavi anche per natura.[14] Infine, gli schiavi sono necessari per svolgere attività pesanti e consentire agli uomini liberi di dedicarsi alla politica e alla filosofia.[15]
2. Matrimoniale, tra marito e moglie: nei rapporti tra maschio e femmina è l'uomo a esercitare il comando, e anche questo accade secondo natura. La donna è un essere libero al pari del marito, ma non avendo l'indole del comando deve mantenere un ruolo subalterno.[16]
3. Paterno, tra padre e figli: l'autorità del padre sui figli è simile a quella del re sui sudditi. Anche i figli come la madre sono individui liberi, ma essendo giovani è necessario che siano comandati da chi è più maturo, cioè il padre.[16]

Gran parte del Libro I è dedicata alla crematistica, l'amministrazione delle ricchezze (da chrèmata, «cose, sostanze»).  Aristotele precisa che l'unica forma di crematistica che rientra nell'economia domestica è quella «naturale», che procaccia i beni necessari per vivere bene. Diversamente dai suoi contemporanei e da Solone, che sosteneva l'illimitatezza della ricchezza, il filosofo sottolinea come in realtà questa abbia un limite, e perciò può essere considerata moralmente legittima. Vi è poi un secondo tipo di crematistica, che mira ad acquisire ricchezze illimitate e quindi non fa parte dell'economia: essa soddisfa bisogni secondari ed è artificiale in quanto frutto di una scienza.
Aristotele inoltre introduce la distinzione tra «valore d'uso» e «valore di scambio»: una scarpa per esempio può essere usata sia come calzatura (valore d'uso) sia come oggetto di scambio. Lo scambio deriva dal fatto che gli individui dispongono di beni in quantità maggiore rispetto ai bisogni, e possono quindi barattarli con altri di cui necessitano. A questa prima forma di scambio segue una seconda, che vede l'introduzione della moneta e la nascita di un nuovo tipo di crematistica: il commercio al minuto. Anche qui vi sono due forme: l'uso del denaro come mezzo tramite il quale entrare in possesso di merci necessarie, e l'uso del denaro per comprare beni al solo scopo di rivenderli per profitto. Mentre la prima è una forma logica e quindi naturale, la seconda è innaturale perché ha il denaro come principio e fine, e può proseguire all'infinito, perché sempre aperta a uno scambio ulteriore. Ancora peggiore è l'usura, in cui il guadagno avviene dallo scambio del denaro in sé.

### Libro II: le costituzioni precedenti

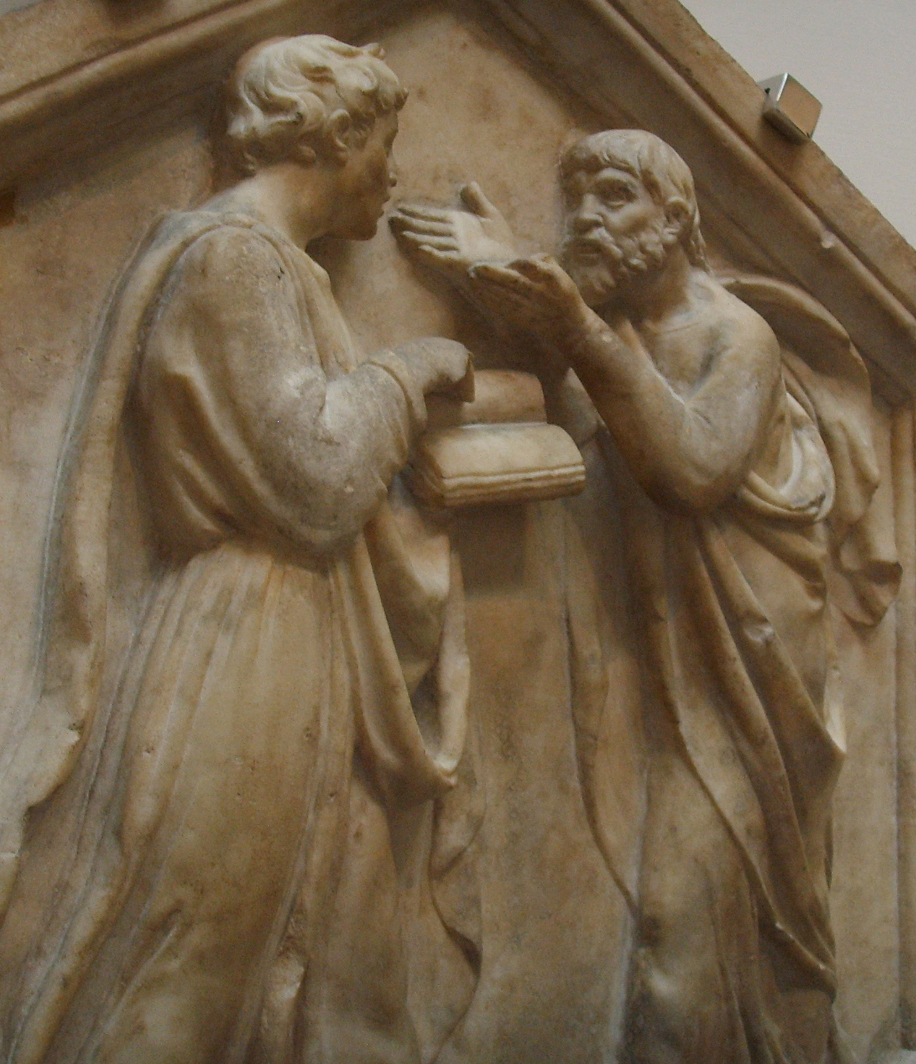
Platone e Aristotele, particolare della formella del Campanile di Giotto di Luca della Robbia, 1437-1439, Firenze

Terminata l'indagine sull'oikos, Aristotele passa alle costituzioni politiche proposte dai filosofi che lo hanno preceduto, a cominciare da Platone. Del maestro viene anzitutto criticata la comunanza dei beni e delle donne formulata nella Repubblica. All'interno di una comunità politica la comunanza è necessaria per la definizione stessa di comunità, ma bisogna anche prevedere dei limiti, senza i quali la città crollerebbe.
Mentre per Platone la famiglia e la proprietà privata devono essere abolite così da garantire l'unità della polis, Aristotele mostra come questo vada contro la natura dell'uomo e neghi la pluralità che invece è insita nello Stato. Questo infatti «non consiste solo d'una massa di uomini, bensì di uomini specificamente diversi» per quanto riguarda capacità e funzioni, cosa che garantisce l'autosufficienza alla polis. Ignorare le diversità e il fatto che ognuno sia portato a preoccuparsi anzitutto per i propri averi, significa condannare la città alla distruzione, perché le si vorrebbe attribuire una unità che invece è propria della famiglia e dell'individuo. Inoltre, suddividendo la popolazione in tre ceti dei quali solo uno è dotato di potere, si finirebbe per generare conflitti interni tra chi amministra e chi invece è comandato.
Secondo Aristotele la città platonica non solo non è attuabile, ma nemmeno desiderabile. Le persone hanno scarso interesse per tutto ciò che è di proprietà comune, e l'abolizione della famiglia avrebbe conseguenze negative, poiché il fatto di non conoscere i legami di parentela porterebbe a compiere inconsapevolmente incesti e parricidi. Afferma quindi il filosofo:
(Politica II, 5, 1263a 25-32; trad. di R. Laurenti)
Nel capitolo 6 Aristotele si sofferma anche sull'altro grande dialogo politico di Platone, le Leggi, del quale critica la limitazione del numero delle famiglie e dei terreni di loro proprietà, e l'eccessiva vicinanza della costituzione al modello oligarchico.
Vengono prese in considerazione anche le teorie di Falea di Calcedonia e Ippodamo di Mileto. Al primo, secondo cui le proprietà dei cittadini dovessero essere uguali, Aristotele obietta che anche la brama di onori induce ad atti malvagi, e che quindi bisogna agire sui desideri, non sulle ricchezze, insegnando a evitare gli eccessi. Più complessa la proposta di Ippodamo: influenzato dal pitagorismo immaginava una città di 10.000 abitanti suddivisi in tre classi (artigiani, agricoltori, difensori), il cui territorio era diviso in tre parti (sacro, pubblico, privato) e le cui leggi, a seconda della causa, erano di tre tipi (oltraggio, danno, omicidio). Aristotele sostiene che la divisione in classi porterebbe all'ascesa politica del ceto militare a scapito degli altri due, con conseguenti crisi sociali. Vengono inoltre criticati il ruolo degli agricoltori (che coltivando già i terreni di loro proprietà non potranno lavorare quelli delle altre classi) e il fatto che i giudici siano ridotti ad arbitri delle dispute.
Il Libro II si conclude con lo studio dei pregi e dei difetti delle costituzioni in vigore, con particolare attenzione per quelle di Sparta, Creta e Cartagine.
La costituzione di Sparta è criticata in quanto esempio di ginecocrazia (Arist. Pol. 1269b).
(Aristotele, Politica, Libro II, 1269b30)

### Libro III: il cittadino, le costituzioni, la monarchia
Con il Libro III si entra nella parte centrale dell'opera: si dà una definizione di «cittadino» (capp. 1–5), vengono classificati i diversi tipi di costituzione (capp. 6–13) e vengono analizzati per primi il regno e l'aristocrazia (capp. 14–18).
Anzitutto, Aristotele dà una prima definizione di costituzione (politeia) come «una determinata organizzazione di persone abitanti lo stato», quindi definisce cittadino colui che può accedere alle attività di governo o di giudice nella città, escludendo in questo modo gli schiavi, i meteci, i giovani non ancora maggiorenni, le donne. Vengono quindi suddivise le funzioni di governo a tempo determinato (come gli arconti) da quelle a tempo indefinito (come i membri dell'assemblea popolare): cittadino è chi svolge questo secondo tipo di mansioni, che deliberano sugli affari della città ma propriamente non governano. Tuttavia questa definizione risulta valida soprattutto per chi vive in un regime democratico, mentre non è necessariamente applicabile ad altre forme di governo. Sono quindi cittadini i governanti e tutti gli individui che possiedono la cittadinanza o per nascita oppure perché l'hanno ottenuta in seguito al mutamento della costituzione.
Il capitolo 4 si apre con la domanda se la virtù del buon cittadino sia la stessa dell'uomo dabbene. Nello svolgere il ragionamento, Aristotele separa il campo dell'etica da quello della politica: nel caso della città la virtù coincide con la costituzione, e quindi si può essere buoni cittadini anche senza avere la virtù per cui si viene definiti uomini buoni. In uno Stato ciascuno deve svolgere le proprie funzioni in vista del bene comune, e questo costituisce la sua virtù. È dunque necessario concludere che nello Stato i cittadini sono differenti gli uni dagli altri, ma tutti sono accomunati dalla medesima virtù. Quest'ultima consiste nel sapere comandare e obbedire, e nel capitolo 5 si precisa che non appartiene all'uomo libero in generale, bensì «a quanti sono liberi dai lavori necessari», escludendo quindi gli schiavi e chi compie lavori manuali. D'altra parte, si afferma anche che chi governa deve possedere la virtù della prudenza (phronesis), che è una virtù morale e non politica come le altre due.
Dopo il cittadino, Aristotele passa alla costituzione, che viene ora definita «l'ordinamento delle varie magistrature di uno stato e specialmente di quella che è sovrana suprema di tutte». L'autorità suprema dello Stato può essere esercitata da molti (come nel caso della democrazia, in cui il potere spetta al popolo), oppure può essere nelle mani di pochi (come nell'oligarchia). Inoltre, poiché la comunità nasce in risposta a un bisogno naturale dell'uomo, le costituzioni che operano in vista dell'interesse comune possono essere dette giuste, mentre le altre hanno carattere dispotico e sono forme politiche deviate. Nel capitolo 7 le costituzioni vengono quindi classificate in base a questi criteri, secondo lo schema:
|             | Governo di uno | Governo di pochi | Governo di molti |
| Forme rette | Regno          | Aristocrazia     | Politeia         |
| Deviazioni  | Tirannide      | Oligarchia       | Oclocrazia       |

Questa classificazione riprende la ripartizione dei tre tipi di costituzione operata da Erodoto e la versione di essa sviluppata da Platone nel Politico, che differenzia anche tra forme rette e forme deviate.
Nella parte finale del Libro III inizia l'indagine sui singoli tipi di governo, a partire dal regno. Esso viene giudicato la costituzione più adatta ai barbari, per via del loro carattere servile, e ai Greci dell'età primitiva, perché si addice alla famiglia. Aristotele aggiunge anche, in conclusione del libro, che il regno e l'aristocrazia rette da leggi sono le forme migliori in quanto a comandare sono i migliori; inoltre, nella città migliore la virtù dell'individuo e quella del cittadino coincidono.

### Libro IV: oligarchia e democrazia
Nel Libro IV prosegue l'indagine sulle costituzioni, distinguendo tra la migliore in assoluto, la migliore a seconda delle situazioni e quella più comune nelle città. La prima potrebbe essere identificata con il regno, che però è pressoché irrealizzabile nella sua forma perfetta, mentre la seconda sarà oggetto di studio negli ultimi due libri. Aristotele si sofferma quindi sul terzo tipo, quelle più facili da realizzare in situazioni comuni, cioè oligarchia e democrazia.  Queste due si differenziano perché nella prima comandano i più ricchi, nella seconda gli uomini liberi. Vengono poi distinti cinque tipi di democrazia e quattro tipi di oligarchia. Dopodiché si passa alle forme rette, cioè aristocrazia e politeia. A quest'ultima viene dedicato ampio spazio.
Anzitutto la politeia viene definita come una mistione di oligarchia e democrazia, ma inclinata verso la seconda. Il risultato è perfetto quando è a metà tra le due forme, cioè si mescolano le norme dell'una e dell'altra riguardo alla giustizia, oppure la distribuzione delle cariche, oppure la partecipazione dei cittadini all'assemblea.
Nel capitolo 11 Aristotele giunge infine a domandarsi quale sia la forma di costituzione meglio adatta alla maggioranza dei casi. La risposta riprende l'Etica Nicomachea:
(Politica, IV 1295a 36-40)
Anche nella città si dovrà quindi fare in modo che i cittadini siano quanto più possibili uguali quanto a ricchezze, cioè appartengano per la maggioranza al ceto medio: essi non brameranno ulteriori ricchezze, e quindi la società sarà più stabile. Tuttavia, Aristotele precisa che questo tipo di costituzione è estremamente rara.
Il Libro IV si chiude con le tre parti in cui deve essere organizzata la costituzione: una che delibera sugli affari pubblici, una seconda che svolge le funzioni di governo e una terza che giudica.

### Libro V: la trasformazione delle costituzioni

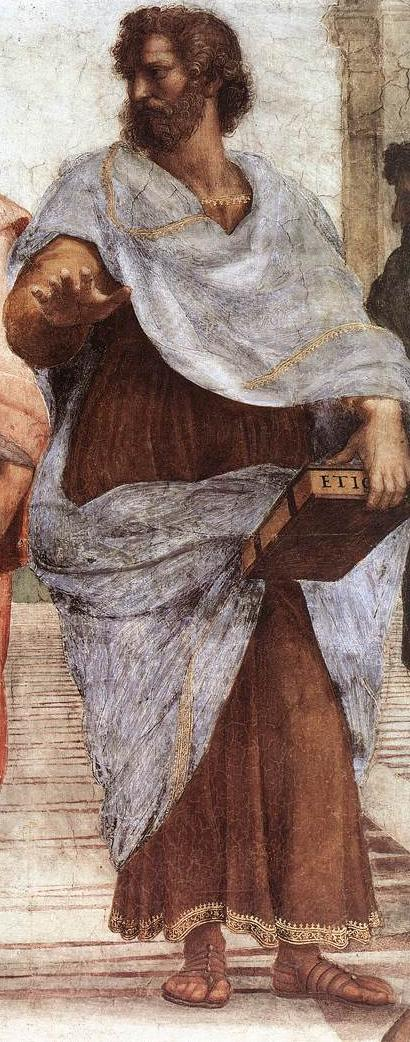
Aristotele nella Scuola di Atene di Raffaello

Fin dalle prime righe viene chiarito che lo scopo del Libro V (e del successivo) è esaminare «quante sono e quali le cause per cui le costituzioni si trasformano».. Ci si soffermerà quindi sugli eventi che portano alla caduta di uno Stato e al suo sovvertimento. La prima causa viene individuata nella rivolta (stasis), che si verifica quando i cittadini non concordano sull'idea di giustizia – intesa come «uguaglianza proporzionale» – che sta alla base della polis. Le ribellioni quindi nascono dalla disuguaglianza, quando cioè alcuni cittadini ritengono di essere trattati in maniera diversa dagli altri. Ciò avviene con maggiore frequenza nelle oligarchie, meno facilmente nelle democrazie. Il più stabile è però sempre lo Stato fondato sulla classe media. Nei capitoli dal 2 al 7 vengono quindi passati in rassegna tutti i motivi che possono portare alla ribellione.
Con il capitolo 8 l'attenzione si sposta sul modo in cui conservare le costituzioni. A garantire il mantenimento del governo sono le cause contrarie a quelle che ne provocano la caduta. Tra gli accorgimenti citati da Aristotele c'è quello di rispettare le leggi, trattare bene chi non fa parte del gruppo dirigente, limitare la durata delle cariche. Bisogna poi fare in modo che i cittadini siano sempre attenti nei confronti della costituzione attraverso il timore, avere sobrietà nell'assegnare onori a una persona ed evitare che assuma un ruolo eccessivamente importante, così da evitare che si corrompa. Le costituzioni, in ultima analisi, si conservano se perseguono la moderazione e sviluppano un sistema per l'educazione dei cittadini adatto alle proprie esigenze.
Aristotele analizza quindi dettagliatamente le diverse cause che provocano la caduta della tirannide e del regno e le caratteristiche attraverso cui si conservano.
In conclusione del libro il filosofo torna a criticare Platone, e in particolare alla spiegazione data nella Repubblica delle trasformazioni nelle costituzioni. Il maestro avrebbe dato una spiegazione non soddisfacente della corruzione della costituzione ideale, avrebbe previsto solo trasformazioni dal meglio al peggio (mentre può avvenire anche il contrario) e avrebbe indicato come unica causa la corruzione dei governanti.

### Libro VI: caduta e conservazione di oligarchia e democrazia
Il Libro VI è il più breve della Politica e prosegue l'indagine sulle cause della caduta e della conservazione delle costituzioni, concentrandosi su oligarchia e democrazia. In particolare, Aristotele dedica ampio spazio a quest'ultima, sottolineando come sia fondata sulla libertà (eleutheria), nel doppio significato di diritto di partecipare al governo della città e di possibilità di vivere come si vuole.
Il filosofo distingue vari tipi di democrazia: la migliore e più antica è quella abitata da agricoltori, che eleggono i governanti ma non chiedono loro di rendere conto del loro operato (secondo gli interpreti, il riferimento è la costituzione di Solone); viene poi la città abitata dai pastori, seguita da quelle in cui dominano i manovali e, come quarta, quella dei mercanti, nella quale ognuno vive come vuole e donne, ragazzi e schiavi hanno eccessive libertà.
Infine, il capitolo 8 affronta il tema dei funzionari di governo, i quali hanno incarichi importanti come sovrintendere al mercato, curare le strade e gli edifici, provvedere alle questioni belliche, e via dicendo.

### Libro VII: la costituzione migliore
I libri conclusivi della Politica sono dedicati a «fare una ricerca conveniente sulla costituzione migliore», laddove per “costituzione”' si intende non solo la distribuzione dei poteri ma anche l'ordinamento generale della vita della città. La città buona di cui parla Aristotele non è compresa tra quelle classificate nel Libro III (la politeia è infatti la migliore delle costituzioni realizzabili in condizioni normali), ma è la polis retta da un legislatore saggio in vista della felicità, e potrà realizzarsi a patto che ci siano le condizioni ottimali.
La felicità coincide con la vita virtuosa: per ottenerla si dovranno seguire in primo luogo i beni dell'anima (cioè le virtù), mentre passano in secondo piano i beni materiali e quelli del corpo. Aristotele tocca l'antitesi vita pratica/vita contemplativa, analizzando tre tesi:
1. alcuni (come i cinici) propendono per la vita teoretica preferendo evitare la sottomissione al potere sovrano, considerato come un limite al benessere
2. altri ritengono l'attività politica l'unica degna di un uomo
3. per altri ancora l'esercizio del potere tirannico come l'unica fonte di felicità per l'individuo

Aristotele liquida la terza tesi mostrando come il dominio dispotico su uomini liberi sia ingiusto, e quindi non può portare alla felicità. La prima invece, proprio perché si oppone alla terza, è in parte giusta e in parte sbagliata: è vero che la libertà è un bene, ma confonde il governo degli uomini liberi con quello degli schiavi, e in più preferisce l'inerzia del non fare niente all'azione. Inoltre, il governo può essere costante quando chi comanda è superiore agli altri (come per esempio, il potere dell'uomo sulla donna o del padre sui figli), mentre dovrà essere a turno quando chi governa e chi è governato sono uguali: la vita pratica è quindi la scelta migliore sia per la città sia per il singolo individuo, ed è in grado di condurre alla felicità. Tuttavia, il filosofo precisa che la vita pratica deve includere anche le attività teoretiche, fini a sé stesse, poiché «diciamo che agiscono in senso proprio, anche nel caso di azioni esterne, quelli che dirigono l'agire coi pensieri».
Il resto del libro è dedicato alle condizioni necessarie per la formazione della costituzione, sia per quanto riguarda gli aspetti materiali, sia per quelli inerenti alla distribuzione dei compiti. Inoltre si sofferma sulla composizione della popolazione, ribadendo la necessità degli schiavi ed escludendo dalla cittadinanza contadini e artigiani: la politica infatti necessita di scholé, tempo libero, del quale essi non dispongono poiché devono lavorare. Per quanto riguarda gli altri, i cittadini, dovranno impegnarsi come opliti durante la gioventù, essere consiglieri quando saranno maturi e diventare sacerdoti da anziani. Inoltre, solo i cittadini saranno proprietari di terreni, che saranno lavorati da schiavi e contadini, e i cui prodotti verranno in parte donati per il culto e i sissizi.
Affinché possa aver luogo tutto ciò è necessario, come già detto, che si presentino le condizioni ottimali. Questo sarà compito del legislatore, che dovrà trovare i mezzi per rendere possibile il miglioramento della città. La sua azione deve mirare a perseguire la giustizia, eliminare il male e conseguire il benessere: per questo sono necessarie fortuna e virtù. La città infatti sarà felice perché virtuosa, e sarà virtuosa solo se i cittadini lo saranno. Il legislatore dovrà dunque mettere in atto un progetto educativo in grado di renderli tali.
Dopo aver ribadito, nel capitolo 14, che governanti e governati devono essere istruiti allo stesso modo, poiché si alterneranno nel comando, Aristotele richiama la divisione dell'anima in due parti, una dotata di ragione (logos) e l'altra senza, quindi ricorda la suddivisione della ragione in pratica e teoretica: a esse corrisponde la vita dedita alle occupazioni (ascholìa) e al tempo libero (scholè). Nell'educazione, il legislatore deve dare la preminenza alle azioni belle, quelle che si compiono in tempo di pace quando non si ha altro da fare, mentre le azioni necessarie e il combattere devono essere subordinati a esse. I due tipi di attività, pratica e contemplativa, non sono alternative, ma tra di loro continue. Educare al tempo libero significa sviluppare coraggio e temperanza, virtù utili alle occupazioni che creano le condizioni per poter avere la scholè. È infatti grazie al coraggio che l'uomo si difende dagli aggressori, mentre chi è privo di tale virtù è destinato a diventare schiavo. È però necessaria anche un'altra virtù, indicata come philosophìa, e sul cui significato gli interpreti sono divisi. Essa è frutto dell'educazione, che attraverso l'abitudine conduce dalla natura alla ragione e all'intelletto.
Nel prosieguo del libro Aristotele affronta vari temi connessi all'educazione, come l'età migliore per sposarsi e avere figli e l'allevamento dei bambini.

### Libro VIII: l'educazione e la musica
L'ultimo libro della Politica continua con il tema dell'educazione. Se si vuole raggiungere un obiettivo comune di felicità e benessere reso possibile da una buona politica, è necessaria una preparazione comune a tutti i membri della comunità, così come avviene presso gli Spartani. Argomento di insegnamento sono la ginnastica, la scrittura, il disegno e la musica. Quest'ultima, intesa come insieme delle arti e come arte specifica del suono, è sia un divertimento sia un mezzo per raffinare l'anima, svolge una funzione ricreativa e concilia il riposo necessario dopo l'attività. La musica ha anche un potere purificato dalle passioni, preannunciando un tema che sarà affrontato nella Poetica.

### Edizioni critiche
- (GRC) Aristotele, Aristotelis De re publica libri octo, Berlino, Immanuel Bekker, 1855.
- Aristotele, Politica, a cura di Richard Congreve, Londra, Parker and Son, 1855,  p. 524.

### Edizioni italiane
- Politica e Costituzione di Atene, a cura di Carlo Augusto Viano, Collezione Classici politici, Torino, UTET, 1955. - II ed. 1966; Classici della filosofia, UTET, 1992; Classici del pensiero, UTET, 2006, ISBN 978-88-51-13464-8.
- Politica, a cura di Arturo Beccari, Collana «I classici della filosofia», Torino, SEI, 1958.
- Politica. Costituzione degli Ateniesi, a cura di Renato Laurenti, Collana Universale n.212, Roma-Bari, Laterza, 1972-1993.
- Politica, introduzione, traduzione e note di Carlo Augusto Viano, Collana Classici greci e latini, Milano, BUR, 2002, ISBN 978-88-17-12913-8.
- Politica. Volume I (Libri I-IV), traduzione di R. Radice e T. Gargiulo, Introduzioni di Luciano Canfora e Richard Kraut, a cura di Piero Boitani, commento di Trevor J. Saunders e Richard Robinson, Fondazione Lorenzo Valla, Milano, Mondadori, 2014, ISBN 978-88-046-3496-6.
- Politica. Volume II (Libri V-VIII), traduzione di R. Radice e T. Gargiulo, Commento di David Keyt e Richard Kraut, Fondazione Lorenzo Valla, Milano, Mondadori, 2015, ISBN 978-88-046-5163-5.
- Politica, A cura di Federico Ferri, Collana Testi a fronte, Milano, Bompiani, 2016, ISBN 978-88-452-7710-8.
- Scritti politici. Costituzioni, Costituzione degli Ateniesi, Politica, Economia, Lettera ad Alessandro sul Regno, Frammenti dei dialoghi politici, a cura di Federico Leonardi, Soveria Mannelli, Rubbettino, 2021, ISBN 9788849849547

### Saggi e bibliografia secondaria
- E. Berti, Il pensiero politico di Aristotele, Laterza, Roma-Bari 1997
- G. Bien, La filosofia politica di Aristotele, trad. it., Il Mulino, Bologna 1985
- R. Bodéüs, Philosophie et politique chez Aristote, Société d'études classiques, Namur 1991
- M.I. Finley, La politica nel mondo antico, trad. it., Laterza, Roma-Bari 1993
- Jill Frank,	A Democracy of Distinction: Aristotle and the Work of Politics [2nd ed.], University Of Chicago Press	2005 ISBN 9780226260181.
- A. Kamp, La teoria politica di Aristotele. Presupposti e temi generali, trad. it., Valentino, Napoli 1993
- W. Kullmann, Il pensiero politico di Aristotele, trad. it., Guerini, Milano 1992
- R. Laurenti, Genesi e formazione della «Politica» di Aristotele, Cedam, Padova 1965
- J. Ritter, Metafisica e politica. Studi su Aristotele e Hegel, trad. it., Marietti, Genova 1983
- M. Vegetti, «Un paradigma in cielo». Platone politico da Aristotele al Novecento, Carocci, Roma 2009
- F. Wolff, Aristote et la politique, Puf, Parigi 1991